# 鍾國斌
鍾國斌（英語：Felix Chung Kwok-pan，1963年11月4日—），曾為香港中間派政治組織希望聯盟發起人之一及自由黨黨魁，香港製衣同業協進會會長，鍾偉明織造廠董事，前香港立法會議員。
2012年9月當選香港立法會紡織及製衣界功能界別議員。因樣貌與藝人方中信相似，一所以他有「政界方中信」之稱。

## 簡歷
鍾國斌早年就讀位於美孚的地利亞英文小學。後於英國蘇格蘭阿伯丁的罗伯特戈登大学取得理學士，蘇格蘭斯特林大學取得工商管理碩士。從事毛織製造、貿易及零售業超過25年。1980年代接手父親的製衣廠進行產業轉型。2001年曾於中國內地創辦男士服裝品牌「Felix by P.T」，2004年退出市場。
2008年香港立法會選舉，鍾國斌曾以獨立候選人身份參選紡織及製衣界功能界別，以500多票之差敗於自由黨的梁劉柔芬。梁劉柔芬在選後退出自由黨，而鍾國斌其後加入自由黨。
2009年，獲「創意香港」資助，舉辦時裝世界精英大獎 (FWTA)，發掘香港本地時裝設計師。2009年8月成立香港品牌集團 (Design by Hong Kong，DBHK)，提供一站式服務予香港中小型企業及香港品牌。
2012年香港立法會選舉，由於紡織及製衣界自1998年以來任議員，經濟動力的梁劉柔芬決定退選，令此界別成為自由黨及經濟動力兩大親工商界政黨爭奪的戰場。2012年7月18日，鍾國斌在自由黨榮譽主席田北俊陪同下報名參選。其對手則為聯泰控股行政總裁、福建僑領陳守仁之子陳亨利。
2012年9月9日，鍾國斌以1,076票擊敗陳亨利，當選立法會紡織及製衣界功能界別議員。
2014年12月，自由黨黨內改選，鍾國斌接任自由黨主席一職。

## 公職
- 中國人民政治協商會議第九屆廣東省委員會委員
- 中國人民政治協商會會議第十屆及十一屆東莞市委員會委員
- 自由黨中小企關注組召集人
- 選舉委員會紡織及製衣界別委員
- 香港製衣同業協進會會長
- 毛織創新及設計協會名譽會長
- 香港紡織業聯會理事
- 香港中華廠商會會董
- 香港各界商會聯席會議成員
- 香港中小企商會聯席會議副主席
- 新界總商會常務董事
- 香港設計中心董事
- 香港品牌發展局委員
- 香港紡織及成衣研發中心董事
- 香港理工大學紡織及製衣學系顧問委員會委員
- 職業訓練局紡織及製衣業訓練委員會委員
- 製衣業訓練局委員會委員
- 香港明愛白英奇專業學校時裝設計技能研討小組顧問委員

## 資料來源
1. ↑  鍾國斌議員 （页面存档备份，存于） 自由黨網站
2. ↑  . 蘋果日報 (香港). 2013-04-05  [2014-12-05]. （原始内容存档于2016-10-27）.
3. 1 2  DBHK鍾國斌一站式加盟助港商進軍內地零售 （页面存档备份，存于） 資本企業家，第66期
4. ↑  政情：蘇菲梁當鍾國斌冇到 （页面存档备份，存于） 東方日報，2012年6月2日
5. 1 2  陳亨利鍾國斌勢均力敵 （页面存档备份，存于） 星島日報，2012年8月18日
6. ↑  鍾國斌硬撼陳亨利 （页面存档备份，存于） 文匯報，2012年7月19日
7. ↑  紡織及製衣業界 鍾國斌當選 （页面存档备份，存于） 爽報，2012年9月10日
8. ↑  .   [2014-12-02]. （原始内容存档于2014-12-04）.

## 外部連結
- 鍾國斌 選舉官方網站 （页面存档备份，存于）

| 政黨職務        | 政黨職務                    | 政黨職務      |
| --------------- | --------------------------- | ------------- |
| 前任： 周梁淑怡 | 自由黨主席 · 2014年－2016年 | 繼任： 張宇人 |